# شرج الصر (حبيل جبر)

تعديل مصدري - تعديل

شرج الصر هي إحدى قرى عزلة حبيل جبر بمديرية حبيل جبر التابعة لمحافظة لحج، بلغ تعداد سكانها 284 نسمة حسب تعداد اليمن لعام 2004.